# Antroposofische menskunde
Antroposofische menskunde is een visie op de evolutie en de ontwikkeling van de mens, uitgewerkt door de Oostenrijkse esotericus Rudolf Steiner. In antroposofische werkvelden spreekt men over 'de menskunde' en wordt ze gezien als een aanvulling op wetenschappelijke inzichten.

## Concept
In de antroposofische menskunde wordt uitgegaan van een 'hogere', geestelijke wereld die richting geeft aan de fysieke wereld. De begrippen drie- en vierledig mensbeeld verwijzen naar de manier waarop deze niveaus geordend zijn.

#### Drieledig mensbeeld
Steiners menskunde gaat uit van de indeling lichaam, ziel en geest en brengt die in verband met zowel fysieke als psychische processen. De ziel treedt in verbinding met de wereld via denken, voelen en willen. De mens heeft met een zenuwzintuigstelsel, een ademhalingsstelsel en een stofwisselingsgebied het belangrijkste middelpunt voor het denken in het hoofd, voor het voelen in het ritmische middengebied of de romp en voor het willen in de onderpool van het stofwisselingsstelsel’ of de ledematen.

#### Vierledig mensbeeld
Naast het drieledig mensbeeld hanteert de antroposofische menskunde ook nog een vierledig mensbeeld, waarin een onderscheid wordt gemaakt tussen: fysiek lichaam, etherisch lichaam, astraal lichaam en Ik-lichaam. Deze laatste drie 'lichamen' zijn volgens Rudolf Steiner alleen bovenzinnelijke waar te nemen. Het fysiek lichaam komt volgens de antroposofische leer overeen met het minerale rijk, het etherlichaam met het plantenrijk, het astraal lichaam met het dierenrijk en het Ik-lichaam met het mensenrijk. De vier wezensdelen worden niet alle vier tegelijk geboren, maar volgens zevenjaarsfasen. In een eerste fase (0-7j) wordt het fysieke lichaam verder aangelegd, in een tweede fase (7-14j) ontwikkelt zich het etherlichaam, beginnend met de tandenwisseling, en in een volgende fase (14-21j), met het intreden van de aarderijpheid, komt het astraal lichaam aan bod. Rond het eenentwintigste jaar komt, met het indalen of vrijkomen van de geest, het Ik vrij. 

#### Evolutie
De in de antroposofische menskunde gehanteerde 'vier wezensdelen' houden volgens Rudolf Steiners inzichten direct verband met de evolutie van de aarde en de mens. Op de oude Saturnus, een chaotische warmtemassa, werd de kiem van het fysieke lichaam gelegd. In het stadium van de oude Zon begint deze warmtemassa, dit warmtelichaam, zich nog meer te verdichten totdat het een lucht- of gasvorm heeft. Steiner noemde dit de vorming van het etherisch lichaam. Op de oude Maan wordt de op de oude Zon gevormde gasvorm getransformeerd tot een waterachtig lichaam, het astraal lichaam genoemd. Op de aarde verdicht het lichaam zich tot zijn huidige staat en krijgt de mens waakbewustzijn. Dit noemt men in de antroposofische menskunde het 'Ik-lichaam'. Een consequentie van deze visie op de evolutie van de mens is dat in de antroposofische menskunde de mens als voorganger van het dier wordt gezien. De mens zou volgens Steiner het dier hebben 'afgeworpen' of 'afgescheiden als bezinksel'.

#### Reïncarnatie
In de antroposofische menskunde neemt het begrip reïncarnatie of wedergeboorte een belangrijke plaats in. Volgens Steiner maakt de mens verschillende reîncarnaties door. Vanaf de geboorte zou de mens het bestaan dat hij voor de geboorte in de geestelijk wereld had, spiegelen. Bij de geboorte verbindt, aldus Steiner, de ziel zich met de geest en werken geestmens, levensgeest en geestzelf nog verder in op de mens.

#### Twaalf zintuigen
De antroposofische menskunde gaat uit van twaalf zintuigen. Volgens Rudolf Steiner is in de wetenschap 'slechts sprake van vijf, zes of zeven zintuigen, omdat die meer opvallen dan de andere.' Steiner onderscheidt drie groepen van zintuigen: fysieke, psychische en geestelijke zintuigen. Deze drie groepen worden in de antroposofische menskunde als volgt ingedeeld. 
- Fysieke zintuigen: tastzin, levenszin, zelfbeweginsgzin, evenwichtszin
- Psychische zintuigen: reukzin, smaakzin, gezichtszin, warmtezin
- Geestelijke zintuigen: gehoorzin, woordzin, gedachtenzin, Ik-zin

## Toepassing
De antroposofische menskunde dient als grondslag in verscheidene antroposofische werkvelden, zoals onderwijs, heilpedagogie en antroposofische geneeskunde.

## Trivia
- Menskunde is in het steineronderwijs onderdeel van het vak Mens- en dierkunde. Daarin wordt de dierenwereld vergeleken met de mens vanuit de driegeleding: kop - romp - ledematen. Als vak komt Menskunde alleen in de vierde klas aan bod.[7]